# Postischämie-Syndrom
Der Begriff Postischämie-Syndrom beschreibt die Symptome, die als Folgen der Reperfusion nach langdauernden Durchblutungsstörung an unterschiedlichen Körperabschnitten (Reperfusionsschaden – akut nach Wiedereröffnung verschlossener Blutgefäße) auftreten. Abhängig von der Größe des betroffenen Areals kann es lebensgefährlich sein. Typische Ursachen sind arterielle Gefäßverschlüsse (z. B. Embolie oder Leriche-Syndrom), Paraphimose, Kompartmentsyndrom und Strangulationen von Extremitäten durch Fremdmaterialien (Tourniquet-Syndrom).
Der Begriff wird in der Literatur zum Teil auch synonym mit Tourniquet-Syndrom verwendet, der das Abschnüren einzelner Extremitäten durch Fremdmaterial insbesondere auch bei Kindern beschreibt.

## Ursachen und Folgen
Ab einer Verschlusszeit der arteriellen Durchblutung von 5 Stunden kann bereits ein Postischämie-Syndrom auftreten. Dabei kommt es nach Wiederherstellung der Durchblutung einerseits zu massiven Ödemen im betroffenen Körperareal, andererseits werden, während der Ischämiezeit in den lokalen Blutkreislauf gelangte giftige Stoffwechselprodukte, sowie Kalium und Myoglobin (aus geschädigten Muskelzellen) im ganzen Körper verteilt. Abhängig von der Größe des betroffenen Körperabschnittes kann das Ödem ausreichen, einen relevanten Flüssigkeitsmangel (im Sinne eines hypovolämischen Schockes) auszulösen, das eingeschwemmte Kalium kann zu einer relevanten Hyperkaliämie (Störung der Herztätigkeit) und das eingeschwemmte Myoglobin zu Nierenversagen bis hin zur Anurie (Crush-Niere) führen. Langfristig können sich neben akuten, potenziell lebensbedrohlichen Symptomen auch Veränderungen an Händen (Morbus Dupuytren) und Füßen (Hammerzehe) entwickeln.

## Therapie
Im Vordergrund der Behandlung steht die Wiederherstellung der Durchblutung (kausale Therapie). Abhängig von der Ursache genügt es bei Strangulationen durch Fremdmaterial (Tourniquet-Syndrom), dieses zu entfernen. Im Falle einer Paraphimose ist das Präputium zu reponieren, oder gegebenenfalls zu inzidieren. Beim Kompartmentsyndrom ist die Spaltung der Muskellogen essentiell und bei embolischer Ursache sind entsprechende Eingriffe (z. B. Embolektomie) angezeigt. Sind entsprechend große Körperareale betroffen, sodass die entstehende Ödembildung zu einem relevanten Flüssigkeitsmangel führt und/oder die Einschwemmung von im Ischämiegebiet pathologisch vorhandener Substanzen zu Organstörungen führt, so sind eine symptomatische Therapie (z. B. entsprechender Ersatz von Flüssigkeit und Anregung der Diurese) und grundsätzlich auch eine Intensivüberwachung notwendig. Ein schweres Postischämie-Syndrom kann eine Indikation zur Amputation darstellen.